# Uyo
Uyo is een stad en een Local Government Area (LGA) in Nigeria en is de hoofdplaats van de staat Akwa Ibom. De LGA telde in 2006 305.961 inwoners en in 2016 naar schatting 429.900 inwoners. De bevolking bestaat voornamelijk uit Ibibio.
Uyo is een handelscentrum voor landbouwproducten zoals palmolie en zaden.
Het ligt op de autoweg A111 van Oron naar Ikot Ekpene.
Uyo heeft een universiteit.
Uyo is de zetel van een rooms-katholiek bisdom. Er stortte in het begin van december 2016 een kerk in, waarbij ongeveer 180 mensen het leven verloren.